# Església de l'Ascensió de Jesús (Riga)
L'Església de l'Ascensió de Jesús (en letó: Kristus Debesbraukšanas pareizticīgo baznīca) és una Església Ortodoxa a la ciutat de Riga capital de Letònia, està situada al carrer Mēness, 2.